# 6882 Sormano
6882 Sormano eller 1995 CC1 är en asteroid i huvudbältet som upptäcktes den 5 februari 1995 av de båda italienska astronomerna Piero Sicoli och Valter Giuliani vid Sormano-observatoriet. Den är uppkallad efter Sormano.
Asteroiden har en diameter på ungefär 8 kilometer och den tillhör asteroidgruppen Maria.